# Musca striatacta
Musca striatacta este o specie de muște din genul Musca, familia Muscidae, descrisă de Awati în anul 1916. Conform Catalogue of Life specia Musca striatacta nu are subspecii cunoscute.